# Anís Shorrosh
Anís Shorrosh (en árabe: أنيس شروش‎, romanizado: Anís Šarúš, Nazaret, 6 de enero de 1933-Mobile, Alabama, 13 de mayo de 2018) fue un escritor, evangelista y académico cristiano palestino conocido por su crítica al islam y su enfoque en la evangelización dirigida a musulmanes. Nació y se crio en el Mandato británico de Palestina, en el contexto del conflicto árabe-israelí de 1948, lo que influyó significativamente en su perspectiva y ministerio. A lo largo de su carrera, Shorrosh abogó por la reconciliación y el perdón, promoviendo un mensaje de paz a través del Evangelio. Su vida estuvo marcada por la tragedia y la pérdida, incluyendo la muerte de su hijo, Steven Shorrosh. Le sobrevivió su esposa, Nell, junto con sus tres hijos: Salam, Paul y Victoria. También le sobrevivieron siete nietos y tres bisnietos.
Desarrolló una extensa carrera académica con estudios en sociología, teología y filosofía de la religión. Fundó la Asociación Evangelística Anís Shorrosh para difundir el cristianismo en contextos islámicos, labor que combinó con debates públicos de alto perfil y transmisiones en medios de comunicación. Su obra incluye títulos como Islam Revealed, Islam: A Threat or a Challenge y The True Furqan, este último presentado como imitación del Corán y causa de acusaciones de plagio. Dejó un legado controvertido en el diálogo islámico‑cristiano.

## Biografía

### Primeros años y educación
Shorrosh nació en Nazaret. Tras la invasión israelí de 1948, su familia se vio obligada a huir a Jordania, convirtiéndose en refugiados. Este evento tuvo un impacto duradero en su vida, llevándolo a vivir como refugiado palestino desde los 15 años. Shorrosh mostró un temprano interés por los temas teológicos, lo que lo llevó a formarse académicamente. Se graduó en 1959 del Seminario Teológico Bautista de Nueva Orleans, donde comenzó a cimentar su base teológica. Estudió sociología en la Universidad de Misisipi y obtuvo un máster en teología. Posteriormente, obtuvo un doctorado en ministerio del Luther Rice College & Seminary y un doctorado en filosofía de la Oxford Graduate School.

### Carrera y ministerios

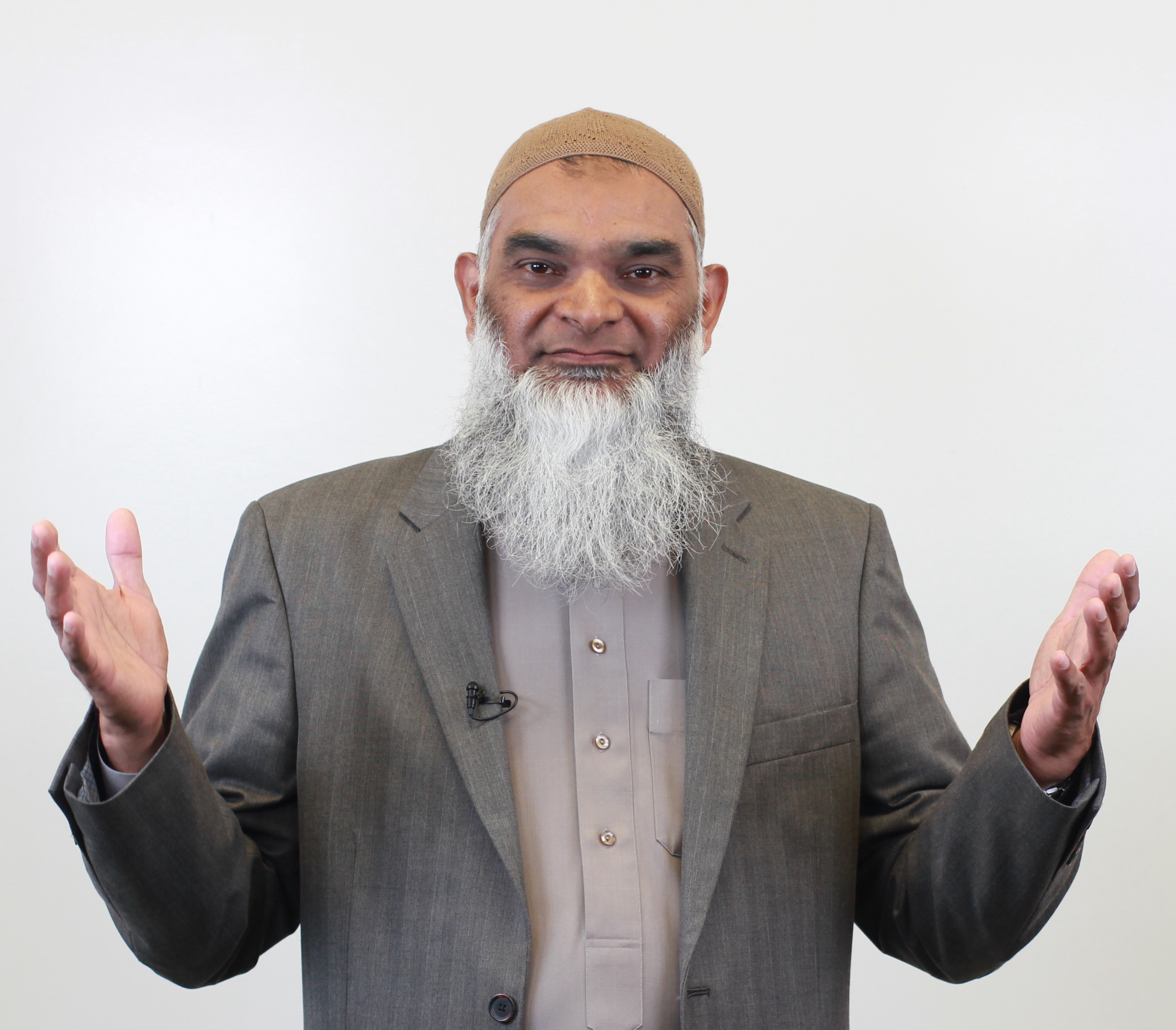
El erudito islámico Shabir Ally debatió con Shorrosh

Desde 1959 hasta 1966, Shorrosh trabajó como pastor en Jordania, antes de dedicarse a la evangelización internacional tras fundar la Asociación Evangelística Anis Shorrosh. Su capacidad para comunicarse en árabe y su comprensión de las costumbres musulmanas fueron cruciales para su trabajo evangelístico, que abarcó más de ochenta países en total. Shorrosh participó en eventos masivos de predicación y fue particularmente influyente en debates interreligiosos que abordaron temas teológicos fundamentales, como la figura de Mahoma y la naturaleza de Dios. Uno de los debates más significativos fue con el erudito islámico Shabir Ally en mayo de 2005, donde discutieron la autenticidad de la Biblia y la figura de Jesucristo. Además, su debate con Ahmed Deedat, un prominente defensor del islam, amplificó su relevancia en el ámbito del diálogo interreligioso. También participó en cerca de veinte programas de televisión y radio para advertir sobre lo que definía como amenaza islámica.
Su obra apareció en Amazon el 13 de septiembre de 2001 con discursos críticos sobre el crecimiento del islam en Estados Unidos. Shorrosh fue particularmente conocido por su obra The True Furqan, publicada en 2006, la cual generó controversia y fue criticada por ser considerada un «nuevo Corán estadounidense». A pesar de las limitaciones impuestas por la Convención Bautista del Sur, continuó su trabajo en países árabes y otros lugares, como Guyana y Brasil, logrando un notable impacto, como en la Convención Cristiana de Lahore en Pakistán, donde más de 2500 personas se convirtieron al cristianismo.
También respaldó la tesis de que narraciones coránicas, como las de Caín y Abel, derivan de fuentes judías y otras religiones antiguas.

### Críticas y controversias
A lo largo de su vida, Shorrosh fue un crítico abierto del islam, lo que le valió tanto apoyo como oposición. Sus opiniones provocaron reacciones encontradas, siendo sus afirmaciones sobre Mahoma especialmente polémicas. Shorrosh argumentó que el término Paracleto en la teología cristiana se refiere al Espíritu Santo, en contraste con la interpretación islámica que lo vincula con Mahoma. Estas posturas lo llevaron a enfrentar amenazas de muerte por parte de algunos musulmanes, reflejando la polarización que su figura generó en el ámbito religioso.

### Incidentes legales
El 1 de mayo de 2008, Shorrosh fue arrestado en Daphne (Alabama) por cargos de intento de incendio en primer grado y daños a la propiedad. Se le acusó de intentar prender fuego a un contenedor de reciclaje que contenía registros fiscales de su asociación evangelista, lo que provocó una evacuación del edificio donde residía. Este incidente generó un mayor escrutinio sobre sus actividades y su impacto en la comunidad.

## Obras
Anís Shorrosh fue autor de varios libros, entre los cuales se destacan los siguientes:
- The Liberated Palestinian y Jesus, Prophecy, and The Middle East, textos apologéticos dirigidos al diálogo cristiano‑islámico.[4]
- The True Furqan (1999), cofirmado bajo el seudónimo El‑Mehdi, publicación polémica que imita la estructura coránica en setenta y siete suras.[4][6]
- Islam: A Threat or a Challenge (2004), ensayo crítico sobre el islam y su expansión.[3]
- Islam Revealed (1988), descrito como islamofóbico por autores musulmanes, reeditado en al menos ocho ediciones.[3]

Particularmente, The True Furqan fue diseñado para emular el estilo y la metodología del Corán, con la intención de presentar el evangelio de una manera que resonara con los lectores musulmanes. Sus trabajos han sido considerados significativos para el diálogo entre cristianos y musulmanes, impactando notablemente la evangelización de musulmanes en Estados Unidos y en otras partes del mundo.